# Història de Ladakh

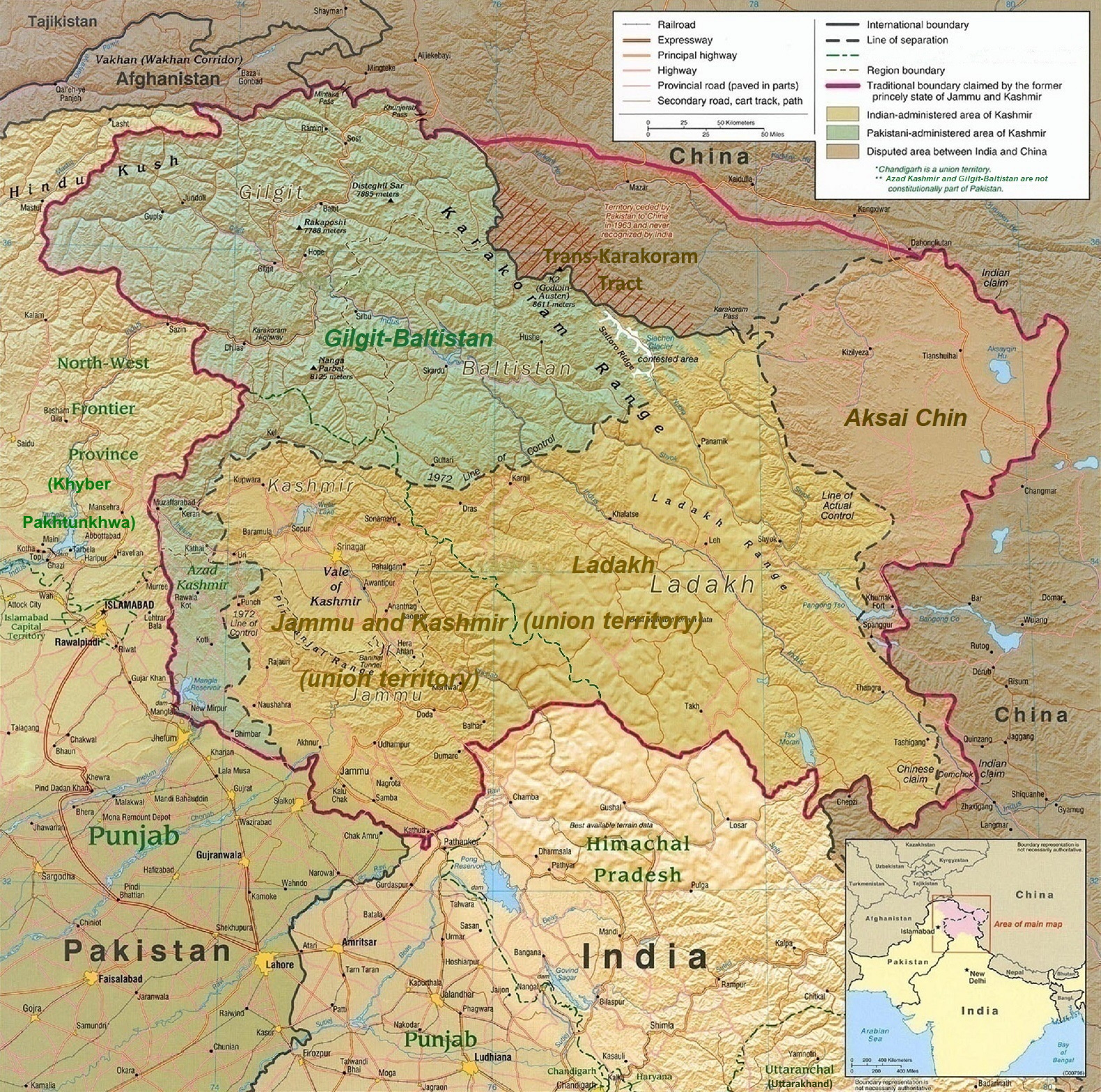
Un mapa de la regió del Caixmir en disputa que mostra el territori de Ladakh administrat per l'Índia

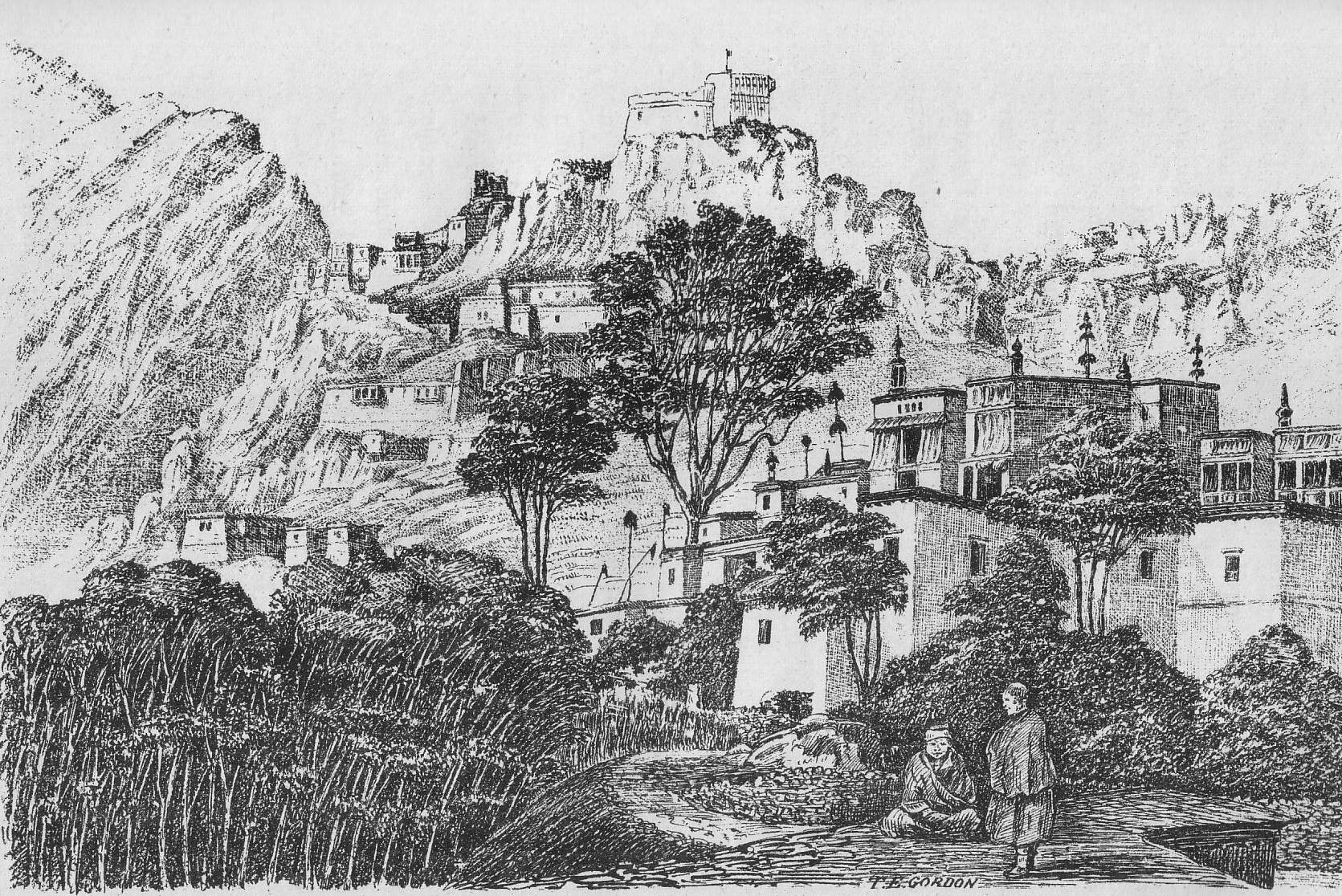
Monestir d'Hemis a la dècada de 1870

La història de Ladakh es remunta a evidències d'assentaments humans des del 9000 aC. La regió de Ladakh va ser la cruïlla de l'alta Àsiadurant milers d'anys, i ha vist néixer moltes cultures, imperis i ha estat influenciat per part dels seus veïns. Com a resultat d'aquests desenvolupaments, Ladakh va importar moltes tradicions i pràctiques socioculturals dels seus veïns, amb la combinació de les quals va donar lloc a una tradició i una cultura úniques.

## Història antiga
L'època més antiga de la població de Ladakh es remunta cap els Dardi. Heròdot esmenta dues vegades un poble anomenat Dadikai, primer juntament amb els Gandarioi, i de nou al catàleg de la invasió de Grècia del rei Xerxes I de Pèrsia. Heròdot també esmenta les formigues buscadores d'or de l'Àsia central, que també s'esmenta en relació amb el poble Dardi per Nearc, almirall d'Alexandre el Gran i Megastenes.
Al segle I dC, Plini el Vell repeteix que els Dardis (Brokpa a Ladakhi) són grans productors d'or. Herrmann argumenta que la història es remunta en última instància a un coneixement borrós del rentat d'or a Ladakh i Baltistan. Ptolemeu situa el Daradrai a la part alta de l'Indus, i el nom, Darada, s'utilitza a les llistes geogràfiques dels Puranas.
La primera visió de la seva història política, es troba a la inscripció kharosthi de "Uvima Kavthisa" descoberta prop del pont de K'a-la-rtse (Khalatse) a l'Indus, que mostra que al voltant del segle I, Ladakh formava part de l'Imperi Kushan. S'han trobat algunes altres inscripcions breus en escriptura Brahmi i Kharosthi a Ladakh.
El monjo pelegrí xinès, Xuanzang, c. 634 d.C., descriu un viatge des de Chuluduo (Kūluta, Kulu) a Luohuluo (districte de Lahul) i després afirma que, "[des] d'aquí, el camí que porta cap al nord, per més de mil vuit-cents o nou-cents li per camins perillosos i per muntanyes i valls, porta un cap al país de Lāhul. Anant més al nord més de dos mil li al llarg d'una ruta plena de dificultats i obstacles, amb vents freds i flocs de neu fluint, es podia arribar al país de Marsa (també conegut com Sanbohe)." El regne de Moluosuo, o Mar-sa, semblaria ser sinònim de Mar-yul, un nom comú de Ladakh. En un altre lloc, el text remarca que Mo-lo-so, també anomenat San-po-ho, limita amb Suvarnagotra o Suvarnabhumi (Terra de l'or),idèntic al Regne de les Dones (Strirajya). Segons Tucci, el regne de Zhangzhung, o almenys els seus districtes del sud, eren coneguts amb aquest nom pels indis del segle VII. El 634/5 Zhangzhung va reconèixer la soberanitat tibetà per primera vegada, i el 653 hi va ser nomenat un comissari tibetà (mnan). L'any 662 es va introduir l'administració regular i el 677 va esclatar una rebel·lió sense èxit.

Al segle viii, Ladakh es va veure implicat en el xoc entre l'expansió tibetana pressionant des de l'Est, i la influència xinesa exercida des de l'Àsia central a través dels camis de muntanya. El 719 es va fer un cens, i el 724 es va reorganitzar l'administració. L'any 737, els tibetans van llançar un atac contra el rei de Bru-za (Gilgit), que va demanar ajuda xinesa, però finalment es va veure obligat a retre homenatge al Tibet. El monjo coreà, Hyecho (704-787) (pinyin: Hui Chao), va arribar a l'Índia per mar i va tornar a la Xina l'any 727 via Àsia central. Es va referir a tres regnes situats al nord-est de Caixmir que eren:
"sota la sobirania dels tibetans. . .. El país és estret i petit, i les muntanyes i les valls molt accidentades. Hi ha monestirs i monjos, i el poble venera fidelment les Tres Joies. Pel que fa al regne del Tibet a l'est, no hi ha monestirs, i l'ensenyament de Buda és desconegut; però, en [aquests] països, la població està formada per Hu; per tant, són creients. (Petech, The Kingdom of Ladakh, pàg. 10)."
Rizvi assenyala que aquest passatge no només confirma que, a principis del segle viii, la regió de l'actual Ladakh estava sota la sobirania tibetana, sinó que la gent pertanyia a una ètnia no tibetana.
L'any 747, el control del Tibet es va alliberar per la campanya del general xinès Gao Xianzhi, que va intentar robrir les comunicacions directes entre Àsia central i el Caixmir. Després de la derrota de Gao contra els qarluqs i els àrabs al riu Talas (751), la influència xinesa va disminuir ràpidament i es va reprendre la influència tibetana.
El tractat de geogràfic Hudud-al-Alam (982) esmenta el Tibet de Bolorian (Bolor = Bolu, Baltistan), on la gent és principalment comerciant i viu en barraques.Les Creus nestorianes tallades en roques, aparentment a causa dels comerciants cristians sogdians trobats a Drangtse (Tangtse), i les inscripcions àrabs d'aproximadament la mateixa època, són proves de la importància del comerç en aquesta regió. Després de l'enfonsament de la monarquia tibetana l'any 842, la sobirania del Tibet va desaparèixer ràpidament.

## Dinastia La-Chen/Gon: La primera dinastia

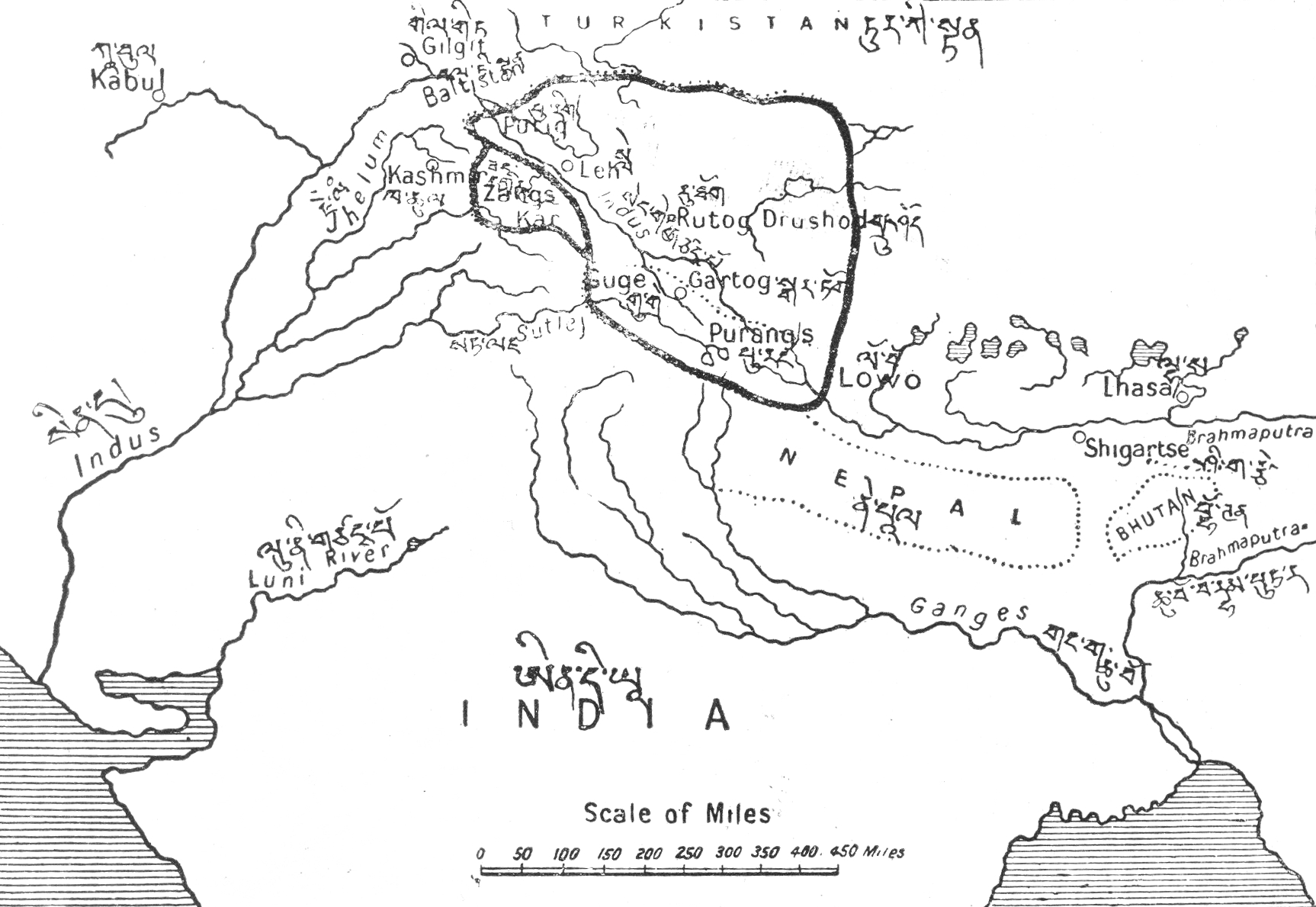
L'extensió territorial de Ladakh durant el període del rei Nyimagon cap al 975–1000 dC, tal com es descriu a A History of Wesm Rgyal 1., i la del rei Jamyang Rnam Rgyal., al voltant de 1560 i 1600 dC.

Després de la ruptura de l'Imperi tibetà l' any 842, Nyima-Gon, un representant de l'antiga casa reial tibetà, va fundar la primera dinastia Ladakh. El regne de Nyima-Gon tenia el seu centre ben a l'est de l'actual Ladakh. Aquest va ser el període en què Ladakh va patir la tibetanització, i finalment va convertir Ladakh en un país habitat per una població mixta, amb una soca racial predominant tibetana. Tanmateix, poc després de la conquesta, la dinastia, decidida a establir el budisme, no va mirar cap al Tibet, sinó cap al nord-oest de l'Índia, particularment el Caixmir. Això s'ha denominat la segona propagació del budisme a la regió (la primera és al Tibet pròpiament dit). Un dels primers rei, Lde-dpal-hkhor-btsan (c. 870 -900), va jurar desenvolupar la religió Bön a Ladakh i va ser responsable d'erigir vuit primers monestirs, inclòs el monestir de l'Alt Manahris. També va encoratjar la producció massiva de les escriptures Hbum per difondre la religió. No obstant això, se sap poc sobre els primers reis de la dinastia de Nyima-Gon. El cinquè rei en línia té un nom sànscrit, Lhachen Utpala, que va conquerir Kulu, Mustang i parts del Baltistan.
Al voltant del segle xiii, a causa de la Conquesta musulmana del subcontinent indi, l'Índia va deixar de tenir res a oferir des del punt de vista budista, i Ladakh va començar a buscar i acceptar orientació en qüestions religioses del Tibet.

## La dinastia Namgyal
Les incursions contínues a Ladakh per part dels estats musulmans saquejadors de l'Àsia central van portar al debilitament i la conversió parcial de Ladakh. Ladakh es va dividir, amb el Baix Ladakh governat pel rei Takpabum de Basgo i Temisgam, i l'Alt Ladakh pel rei Takbumde de Leh i Shey. Lhachen Bhagan, un posterior rei basgo va reunir Ladakh enderrocant el rei de Leh. Va prendre el cognom Namgyal (que significa victoriós) i va fundar una nova dinastia que encara sobreviu avui. El rei Tashi Namgyal (1555–1575) va aconseguir repel·lir la majoria dels asaltadors de l'Àsia central i va construir un fort reial al cim del pic Namgyal. Tsewang Namgyal va estendre temporalment el seu regne fins al Nepal.

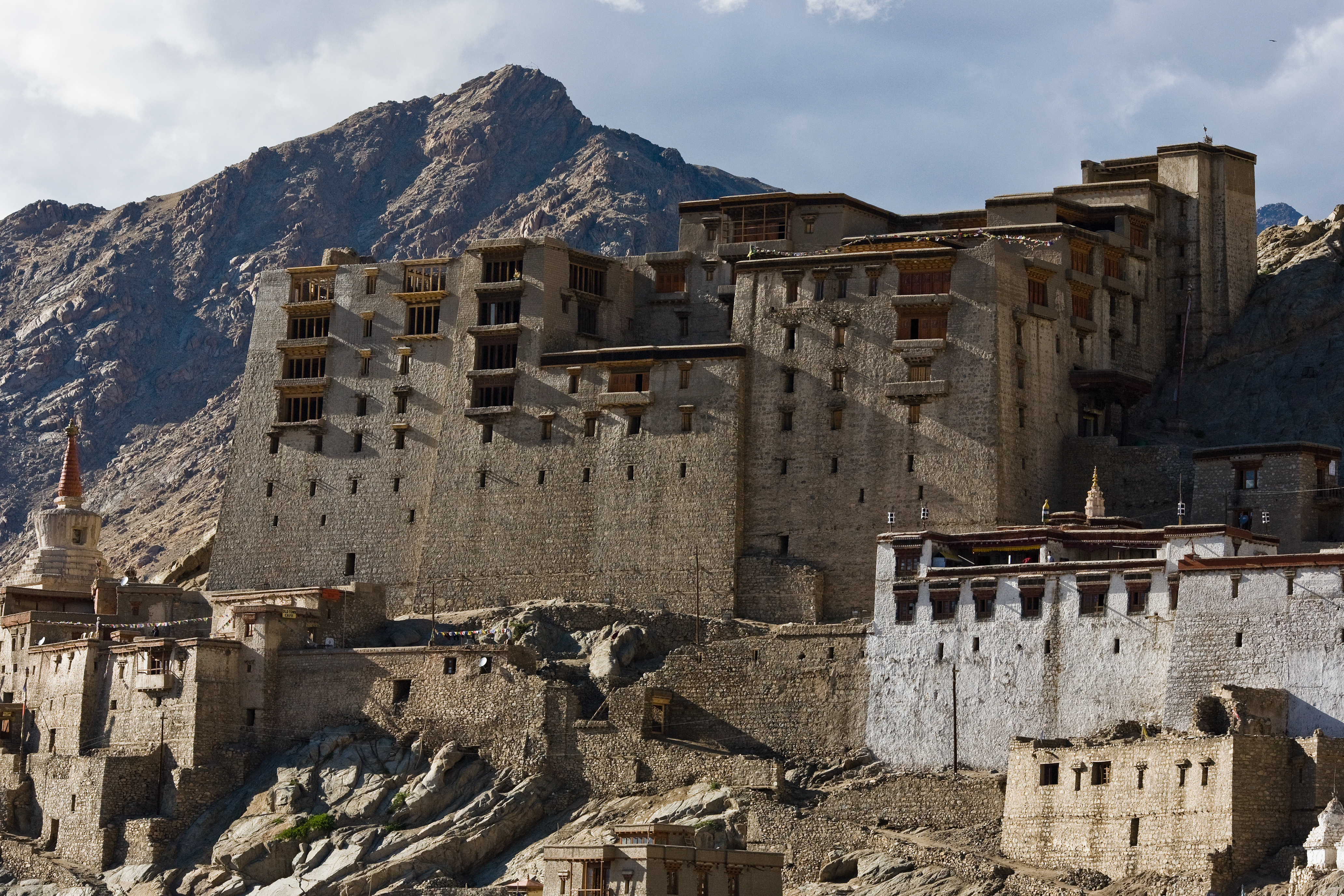
El Palau de Leh, construït per Sengge Namgyal

Durant el regnat de Jamyang Namgyal, Baltistan va ser envaït pel governant de Balti Ali Sher Khan Anchan en resposta a l'assassinat per part de Jamyang d'alguns governants musulmans de Baltistan. Moltes gompas budistes van ser malmeses durant la invasió de Khan. Avui dia hi ha poques gompas d'abans d'aquest període. L'èxit de la campanya de Khan va impressionar els seus enemics. Segons alguns relats, Jamyang va aconseguir un tractat de pau i va donar la mà de la seva filla en matrimoni a Ali Sher Khan. Jamyang va rebre la mà d'una princesa musulmana, la mà de Gyal Khatun en matrimoni. Sengge Namgyal (1616–1642), conegut com el rei "lleó", era fill de Jamyang i Gyal. Va fer esforços per restaurar Ladakh a la seva antiga glòria mitjançant un programa de construcció ambiciós i enèrgic reconstruint diverses gompas i santuaris, el més famós dels quals sobresurt Hemis. També va traslladar la seu reial del Palau de Shey al Palau de Leh i va expandir el regne a Zanskar i Spiti, però va ser derrotat pels mogols, que ja havien ocupat Caixmir i Baltistan. El seu fill Deldan Namgyal (1642–1694) va haver de calmar l'emperador mogol Aurangzeb construint una mesquita a Leh. No obstant això, més tard amb l'ajuda de l'exèrcit mogol sota Fidai Khan, fill del virrei mogol del Caixmir, Ibrahim Khan, va derrotar la 5a invasió del Dalai Lama a les planes de Chargyal, situades entre Neemoo i Basgo.
Molts missioners musulmans van propagar l'Islam durant aquest període a Ladakh i van fer proselitisme vers els pobladors Ladakhi. Molts musulmans balti es van establir a Leh després del matrimoni de Jamyang amb Gyal. Els musulmans també van ser convidats a la regió amb finalitats comercials entre d'altres.

## Edat moderna

### Estat príncep de Jammu i Caixmir
A principis del segle xix, l'Imperi mogol s'havia ensorrat i el domini sikh s'havia establert al Panjab i al Caixmir. Tanmateix, la regió de Dogra de Jammu va romandre sota els seus governants Rajput. El Raja Gulab Singh, actuant sota la sobirania del monarca sikh Ranjit Singh, va enviar el seu general Zorawar Singh a envair Ladakh el 1834. El rei Tshespal Namgyal va ser destronat i exiliat a Stok. Ladakh va passar sota el domini Dogra i més tard es va incorporar com un príncipat de l'India de Jammu i Caixmir sota la sobirania britànica. Encara mantenia una considerable autonomia i relacions amb el Tibet. Durant la Guerra Dogra-Tibet (1841–42), el Tibet va envair Ladakh i els Ladakhis van intentar enderrocar els Dogra amb ajuda tibetana, però tots van ser derrotats. La família Namgyal va rebre el jagir de Stok, que nominalment conserva fins als nostres dies. La influència europea va començar a Ladakh a la dècada de 1850 i va augmentar. Geòlegs, esportistes i turistes van començar a explorar Ladakh. El 1885, Leh es va convertir en la seu d'una missió de l'Església de Moravia.
Ladakh va ser administrat com a wazarat durant el govern Dogra, amb un governador anomenat wazir-e-wazarat. Tenia tres tehsils, amb seu a Leh, Skardu i Kargil. La seu del wazarat estava a Leh durant sis mesos a l'any i a Skardu durant sis mesos. Quan l'any 1934 es va establir l'assemblea legislativa anomenada Praja Sabha, Ladakh va rebre dos escons nominats a l'assemblea.
| Maharaja                 | Administradors (a.k.a. Thanedar, Wazir Wazarat, Kardar, governador)         | Començar | Final   | Ref           |
| ------------------------ | --------------------------------------------------------------------------- | -------- | ------- | ------------- |
| Gulab Singh (1846–1857)  | Magna Thanedar                                                              | 1846     | 1847    | [ 23 ] [ 24 ] |
| Gulab Singh (1846–1857)  | Mehta Basti Ram                                                             | 1847     | 1860    | [ 25 ] [ 24 ] |
| Ranbir Singh (1857–1885) | Mehta Mangal Singh                                                          | 1860     | 1865    | [ 27 ] [ 28 ] |
| Ranbir Singh (1857–1885) | Wazir Shibsarn                                                              | 1865     | 1867    | [ 27 ] [ 29 ] |
| Ranbir Singh (1857–1885) | Sayyid Akbar Ali                                                            | 1867     | 1868    | [ 27 ] [ 30 ] |
| Ranbir Singh (1857–1885) | Frederic Drew                                                               | 1868     | 1870    | [ 27 ] [ 31 ] |
| Ranbir Singh (1857–1885) | William H. Johnson                                                          | 1870     | 1881/83 | [ 27 ] [ 31 ] |
| Ranbir Singh (1857–1885) | Radha Krishen Kaul                                                          | 1885     | -       | [ 33 ] [ 31 ] |
| Pratap Singh (1885–1925) | Chaudhri Khushi Mohammad                                                    | 1908     | 1909    | [ 33 ] [ 31 ] |
| Pratap Singh (1885–1925) | Les fronteres administratives de Ladakh, Gilgit i Baltistan pateixen canvis |          |         |               |
| Pratap Singh (1885–1925) | -                                                                           | -        | -       |               |
| Hari Singh (1925–1952)   | -                                                                           | -        | -       |               |
|                          |                                                                             |          |         |               |

Ladakh va ser reclamat com a part del Tibet per Phuntsok Wangyal, un líder comunista tibetà.

### Estat indi de Jammu i Caixmir
El 1947, la partició va deixar a Ladakh una part de l'estat indi de Jammu i Caixmir, per ser administrada des de Srinagar. El 1948, els assaltants pakistanesos van envair Ladakh i van ocupar Kargil i Zanskar, arribant a 30 km de Leh. Les tropes de reforç van ser enviades per aire, i un batalló de Gurkhas es va dirigir lentament a Leh a peu des del sud. Kargil va tornar a ser un escenari de baralles el 1965, 1971 i 1999.
El 1949, la Xina va tancar la frontera entre Nubra i Sinkiang, bloquejant la ruta comercial de 1000 anys d'antiguitat de l'Índia a l'Àsia central. El 1950, la Xina va envair el Tibet i milers de tibetans, inclòs el Dalai Lama, van buscar refugi a l'Índia. El 1962, la Xina va ocupar Aksai Chin i va construir ràpidament carreteres que connectaven Xinjiang i el Tibet, i la carretera de Karakoram, conjuntament amb el Pakistan. L'Índia va construir la carretera Srinagar-Leh durant aquest període, reduint el temps de viatge entre Srinagar i Leh de 16 dies a dos. Simultàniament, la Xina va tancar la frontera Ladakh-Tibet, posant fi a la relació Ladakh-Tibet de fa 700 anys.
Des de principis de la dècada de 1960, el nombre d'immigrants del Tibet (inclosos els nòmades Changpa) ha augmentat quan fugen de l'ocupació de la seva terra natal pels xinesos. Avui, Leh té uns 3.500 refugiats del Tibet. No tenen passaports, només papers duaners. Alguns refugiats tibetans a Ladakh reclamen la doble ciutadania tibetana/índia, encara que la seva ciutadania índia no és oficial. Des de la partició, Ladakh ha estat governada pel govern de l'estat amb seu a Srinagar, mai amb la satisfacció total dels Ladakhis, que exigeixen que Ladakh sigui governat directament des de Nova Delhi com a Territori de la Unió. Al·leguen l'apatia contínua, el biaix musulmà i la corrupció del govern de l'estat com a motius de les seves demandes. El 1989, es van produir violents disturbis entre budistes i musulmans, que van provocar que el Consell Budista de Ladakh demanés un boicot social i econòmic als musulmans, que va ser aixecat el 1992. L'octubre de 1993, el govern indi i el govern de l'estat van acordar concedir a Ladakh l'estatus de Consell Autònom del Turó. El 1995, es va crear el Consell Autònom de Desenvolupament de Ladakh.
El febrer de 2019, Ladakh es va convertir en una divisió administrativa de l'India separada dins de Jammu i Caixmir, després d'haver format part anteriorment de la divisió de Caixmir. Com a divisió, Ladakh va rebre el seu propi comissari de divisió i un inspector general de la policia.
Leh va ser escollida inicialment per ser la seu de la nova divisió, però, després de les protestes, es va anunciar que Leh i Kargil serviran conjuntament com a quarter general de la divisió, cadascun d'ells acollint un comissari divisional addicional per ajudar el comissari divisional i l'inspector general de la policia que passar la meitat del seu temps a cada poble.

### Territori de la unió indi de Ladakh
L'agost de 2019, el Parlament de l'Índia va aprovar una llei de reorganització Jammy i Caixmir que contenia disposicions per reconstituir Ladakh com a territori d'unió, separat de la resta de Jammu i Caixmir el 31 d'octubre de 2019. Segons els termes de l'acte, el territori de la unió havia de ser administrat per un tinent governador que actuava en nom del govern central de l'Índia i no tindria una assemblea legislativa o un ministre en cap electes. Cada districte del nou territori sindical continuarà escollint un consell de districte autònom tal com es va fer anteriorment.

## Historiografia
La principal font escrita de la història de Ladakhi són les Cròniques de Ladakh del segle xvii. :1,3 :7Les Cròniques de Ladakhi són una de les dues úniques fonts literàries anteriors al segle xix que es conserven de Ladakh, i l'altra és la biografia de sTag-ts'ah-ras-pa de 1663. :1,3Només se sap que van existir set manuscrits originals de les cròniques, dels quals només dos sobreviuen fins als nostres dies. :1–2